# ハックの法則
ハックの法則（英: Hack's law）は、小川の長さと流域面積との間の経験的関係。
Lを流域で最長の小川の長さ、Aを流域の面積とすると、ハックの法則は以下の通りになる。
{\displaystyle L=CA^{h}\ }
ここで、Cは、ある定数。指数hは、最大流域で0.6よりわずかに小さくなる。
hは地域ごとにわずかに異なり、より大きい流域ではわずかに減少する（＞8,000 mi2または20,720 km2）。ハックの法則は、形態が高い解像度で測られた時に、水路化されていない小規模な表面で観察された（Cheraghi et al., 2018）。
この法則は、アメリカの地形学者ジョン・ティルトン・ハックにちなんで名付けられた。